# Caedicia gloriosa
Caedicia gloriosa är en insektsart som beskrevs av Morgan Hebard 1922. Caedicia gloriosa ingår i släktet Caedicia och familjen vårtbitare. Inga underarter finns listade i Catalogue of Life.